# Клёкнер, Юлия
Юлия Клёкнер (нем. Julia Klöckner; род. 16 декабря 1972, Бад-Кройцнах, Рейнланд-Пфальц, Германия) — немецкий политик, министр продовольствия и сельского хозяйства в 2018-2021 годах в четвёртом правительстве Ангелы Меркель, президент бундестага с 2025 года, член партии Христианско-демократический союз Германии (ХДС).
Изначально приобрела известность в качестве немецкой винной королевы в 1995 году. В 2002—2011 годах являлась депутатом немецкого бундестага. С 2009 по 2011 год Клёкнер занимала должность парламентерского статс-секретаря в Федеральном министерстве продовольствия, сельского хозяйства и защиты прав потребителей Германии.
Клёкнер являлась председателем ХДС в федеральной земле Рейнланд-Пфальц (с 2010 до 2022 года), членом президиума ХДС (с 2010 года) и заместителем федерального председателя ХДС (с 2012 до 2022 года). В 2011-2018 годах занимала должность председателя фракции ХДС в ландтаге земли Рейнланд-Пфальц.

## Биография
Юлия Клёкнер выросла младшим ребёнком в семье винодела, Алоиса Клёкнера (1935—2018). Своё детство провела в Гульдентале. После окончания школы она изучала в университете политологию, католическую теологию и педагогику. Магистерскую работу Клёкнер защитила на тему «Структура и развитие европейской рыночной винной политики». После сдачи экзаменов она работала учителем религиоведения в Висбадене и после проходила стажировку в качестве журналиста. 
В 1994 году она была избрана «Винной королевой долины Наэ» (Nahe Weinkönigin), а в 1995 году получила титул немецкой винной королевы. В этом качестве она преподнесла Папе римскому Иоанну Павлу II бутылку рислинга. С 2001 по 2009 занимала должность главного редактора журнала «Сомелье» издательства «Майнингер».

## Политическая карьера
В 1997 году Клёкнер вступила в Молодёжный союз Германии и Демократический женский союз Германии ХДС, саму партию и молодёжную организацию европейских федералистов. В 2001—2007 годах она была членом окружного президиума молодёжного союза Германии в Бад-Кройцнахе. В 2001 году она стала также членом окружного президиума ХДС в Бад-Кройцнах. С 2002 по 2007 год она состояла в представительстве молодёжного союза Германии земли Рейнланд-Пфальц. В 2003 году была принята в федеральный президиум женского союза. 

В октябре 2002 года по итогам федеральных выборов вошла в немецкий парламент по списку кандидатов от Рейнланд-Пфальца, набрав на 7% меньше голосов, чем ее соперник от СДПГ Фриц-Рудольф Кёрпер в первом туре голосования. В бундестаге Клёкнер стала членом молодёжной группы ХДС/ХСС — парламентской фракции, в которой она впоследствии заняла должность заместителя председателя. В ХДС федеральной земли Рейнланд-Пфальц она поднялась до земельного представительства. В 2006 году была избрана председателем фракции парламентской группы ХДС/ХСС и уполномоченной по защите прав потребителей парламентской фракции ХДС/ХСС.

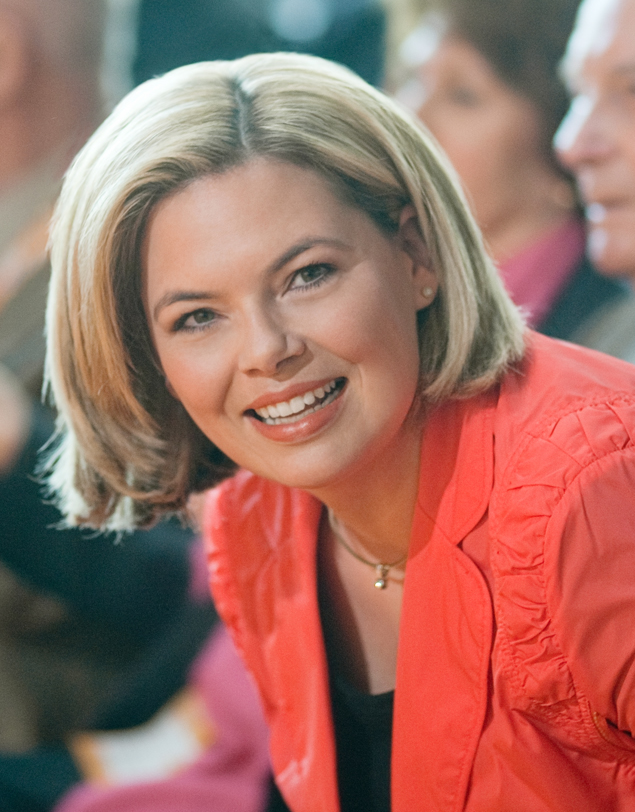
Клёкнер в 2010 году

В 2006 году она также была избрана заместителем земельного председателя 91,5 % голосов на 59-том съезде партии ХДС федеральной земли. В 2010 году Клёкнер была избрана председателем ХДС федеральной земли Рейнланд-Пфальц 96,9 % действительных голосов на партийном съезде федеральной земли Рейнланд-Пфальц ХДС в Майнце. В 2010 году стала членом президиума ХДС на 23-м федеральном съезде партии ХДС в Карлсруэ. 14 декабря 2012 года Клёкнер была избрана заместителем федерального председателя ХДС.
На федеральных выборах 2005 года она выиграла выборы от ХДС в избирательном округе Кройцнах с 43,0 % первичного голосования впервые за почти 50 лет. На выборах в бундестаг 2009 года она была зарегистрирована как прямо избранный депутат избирательного округа Кройцнах/Биркенфельд с 47,0 % голосов первичного голосования и опережением на 18 пунктов конкурента из СДПГ.
Клёкнер является членом президиума Немецкого парламентского общества. Она основала парламентский винный форум, а также являлась участницей внутрифракционной дискуссионной группы «хоспис».
После выборов в ландтаге 30 марта 2011 Клёкнер была единогласно избрана председателем фракции ХДС в ландтаге федеральной земли Рейнланд-Пфальц. 18 мая 2011 года, после начала работы ландтага, 27 мая 2011 она отказалась от своих полномочий в немецком бундестаге.
После выборов в бундестаг 2013 года Клёкнер была в составе группы представителей альянса ХДС/ХСС на переговорах с Социал-демократической партией Германии о коалиционном соглашении для формирования третьего правительства Ангелы Меркель. К 2016 году Клёкнер рассматривалась в качестве одного из кандидатов на руководство Христианско-демократическим союзом в случае ухода в отставку Ангелы Меркель.

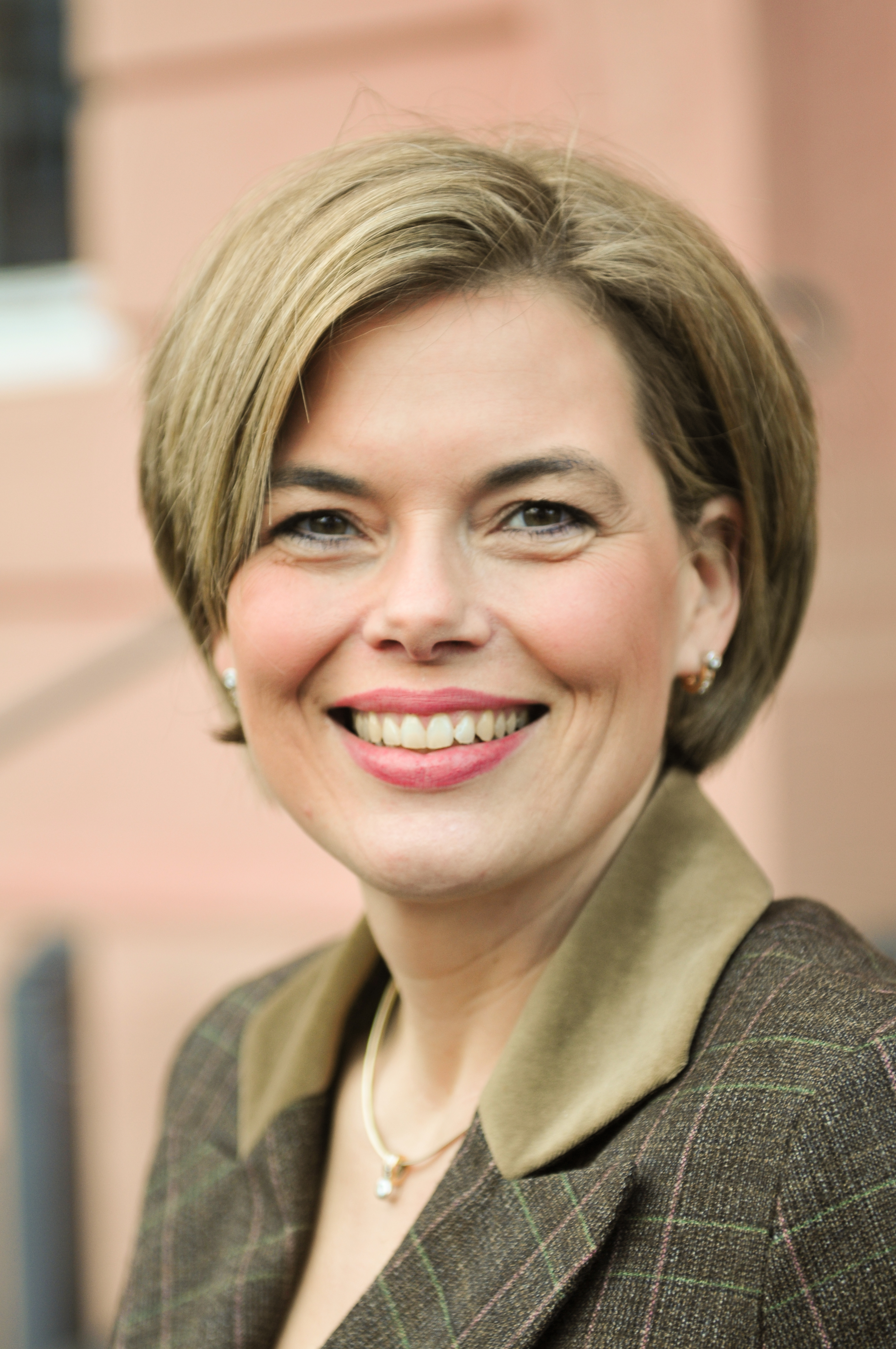
Клёкнер в 2019 году

С 2018 по 2021 год Клёкнер работала министром продовольствия и сельского хозяйства в четвёртом правительстве Ангелы Меркель. После перехода альянса ХДС/ХСС в оппозицию с 2021 года Клёкнер была депутатом бундестага, выполняла обязанности пресс-секретаря парламентской фракции ХДС/ХСС по экономической политике.
25 марта 2025 года Юлия Клёкнер избрана председательницей бундестага 382 голосами «за» при 204 голосах «против» и 31 воздержавшемся.

## Личная жизнь
Юлия скрывает свою личную жизнь от публики. С 2000 по 2017 год она состояла в отношениях с медиаменеджером Гельмутом Ортнером (род. 1950), который был старше её на 22 года. В апреле 2019 года она вышла замуж за Ральфа Гризера (род. 1970), владельца центра классических автомобилей. Церемония бракосочетания состоялась в Южной Африке. Религиозная церемония состоялось в церкви Гульдентала в сентябре 2019 года.
Супруги развелись в 2023 году. По словам адвоката, это было их обоюдное решение. У Юлии Клёкнер нет детей.
Юлия считает себя верующей христианкой.